# 첸타르주파시

첸타르주파 시의 위치

첸타르주파시(마케도니아어: Општина Центар Жупа, 튀르키예어: Merkez Jupa Belediyesi)는 마케도니아 공화국 서부에 위치한 지방 자치체로 행정 중심지는 첸타르주파이며 면적은 107.21km2, 인구는 6,519명(2002년 기준)이다. 남쪽으로는 스트루가 시, 동쪽과 북쪽, 서쪽으로는 데바르 시와 접하며 서쪽으로는 알바니아와 국경을 접한다.